# Урочище Балка Климова

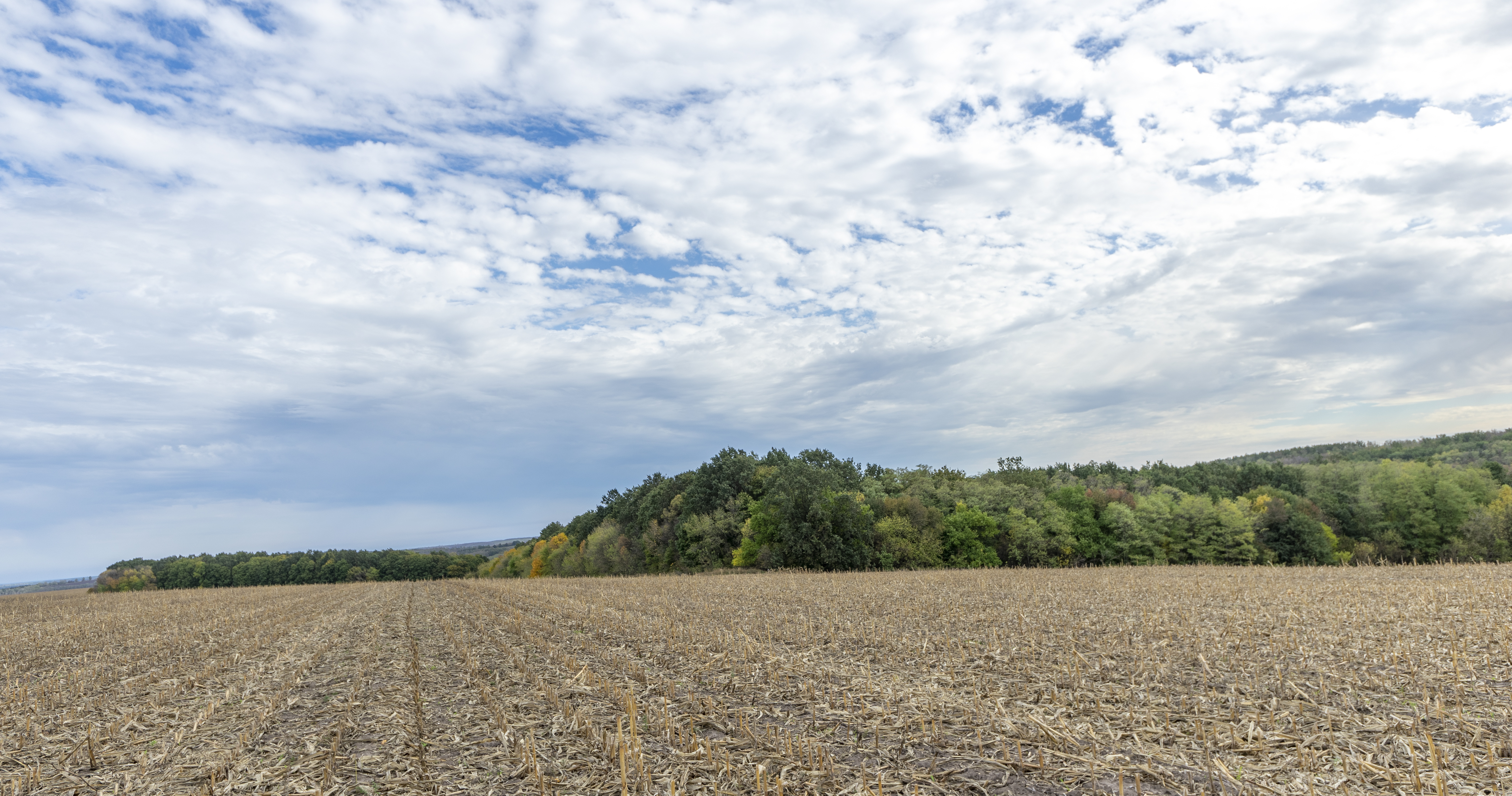

Урочище Балка Климова — ботанічний заказник місцевого значення в Україні. Об'єкт природно-заповідного фонду Дніпропетровської області. 
Розташований у межах Верхньодніпровському районі Дніпропетровської області, на північний захід/захід від села Бородаївка. 
Площа 272 га. Статус надано згідно з рішенням облвиконкому від 21.07.1977 року № 473 (зміни згідно з розпорядженням від 19.12.1995 року №50-Р). Перебуває у віданні: Верхньодніпровський держлісгосп (Бородаївське л-во, кв. 4—8). 
Статус надано для збереження лісового масиву на схилах і дні балки Климової. Тут також зростають: шипшина, бузина, звіробій, астрагал тощо. 
Цікаві факти:
- Балка починається на одному вододільному пагорбі разом з балками Гострою та Дурною. Впадає у Дніпро. Витягнута із заходу на схід.
- З кінця XIX і до середини XX століть балка інтенсивно розмивалася сніговими та дощовими водами все глибше просуваючись у степ, де зрештою зустрілася із яружною системою балки Гостра. Для зупинення подальшої ерозії на перешийку між верхів'ями балок було споруджено захисний вал та обидві балки засаджено лісом.